# Кейп-Роял (Техас)
Кейп-Роял (англ. Cape Royale) — переписна місцевість (CDP) в США, в окрузі Сан-Джесінто штату Техас. Населення — 657 осіб (2020).

## Географія
Кейп-Роял розташований за координатами 30°39′12″ пн. ш. 95°7′51″ зх. д. / 30.65333° пн. ш. 95.13083° зх. д. (30.653377, -95.130753).  За даними Бюро перепису населення США в 2010 році переписна місцевість мала площу 9,53 км², з яких 5,09 км² — суходіл та 4,44 км² — водойми.

## Демографія
Згідно з переписом 2010 року, у переписній місцевості мешкало 670 осіб у 325 домогосподарствах у складі 230 родин. Густота населення становила 70 осіб/км².  Було 691 помешкання (73/км²).
Расовий склад населення:
| - 93,9 % — білих - 3,6 % — чорних або афроамериканців - 0,7 % — корінних американців |

До двох чи більше рас належало 1,2 %. Частка іспаномовних становила 4,5 % від усіх жителів.
За віковим діапазоном населення розподілялося таким чином: 12,8 % — особи молодші 18 років, 55,1 % — особи у віці 18—64 років, 32,1 % — особи у віці 65 років та старші. Медіана віку мешканця становила 56,9 року. На 100 осіб жіночої статі у переписній місцевості припадало 93,1 чоловіків;  на 100 жінок у віці від 18 років та старших — 94,7 чоловіків також старших 18 років.
Середній дохід на одне домашнє господарство  становив 126 356 доларів США (медіана — 81 250), а середній дохід на одну сім'ю — 139 930 доларів (медіана — 107 895). 
Цивільне працевлаштоване населення становило 196 осіб. Основні галузі зайнятості: освіта, охорона здоров'я та соціальна допомога — 33,2 %, науковці, спеціалісти, менеджери — 32,7 %, роздрібна торгівля — 17,9 %, виробництво — 16,3 %.